# Marduk-nadin-ahhe
Marduk-nadin-ahhe (akad. Marduk-nādin-ahhē, tłum. „Marduk jest tym, który dał braci”) – szósty król Babilonii z II dynastii z Isin, brat Nabuchodonozora I, następca i wuj Enlil-nadin-apli; panował w latach 1100-1083 p.n.e.
Objął władzę w wyniku przewrotu pałacowego, usuwając z tronu nieletniego bratanka. Wykorzystując sukcesy swego brata Nabuchodonozora I zdołał on umocnić pozycję Babilonii w regionie. Według źródeł asyryjskich wyprawiał się on wielokrotnie przeciw Asyrii, rządzonej wówczas przez Tiglat-Pilesera I. W pierwszych latach swego panowania udało mu się nawet zdobyć położone w pobliżu asyryjskiej stolicy Aszur miasto Ekallatum, z którego wywiózł do Babilonu posągi bóstw Adada i Szali. W późniejszym okresie jego panowania szczęście się jednak odwróciło od niego, kiedy to Asyryjczycy zaatakowali północną Babilonię. Wojskom asyryjskim prowadzonym przez Tiglatpilezara I udało się zająć babilońskie miasta Dur-Kurigalzu, Sippar, Opis i Babilon, gdzie zniszczony został pałac królewski. W 18 roku panowania Marduk-nadin-ahhe nawiedziła Mezopotamię klęska głodu, która dotknęła zarówno Babilonię jak i Asyrię. Doprowadziła ona do wybuchu rozruchów i masowych powstań, w szczrgólności wśród nomadycznych plemion aramejskich. Źródła asyryjskie podają, iż w tym to właśnie okresie chaosu i zamieszania słuch po Marduk-nadin-ahhe zaginął, a tron babiloński objął Marduk-szapik-zeri.